# Lepanthes mazatlanensis
Lepanthes mazatlanensis är en orkidéart som beskrevs av Rodolfo Solano Gómez och S. Reynaud. Lepanthes mazatlanensis ingår i släktet Lepanthes och familjen orkidéer. Inga underarter finns listade i Catalogue of Life.